# Parides lysander
Pour les articles homonymes, voir Lysander (homonymie).
Espèce
Parides  lysander est une espèce d'insectes lépidoptères (papillons) de la famille des Papilionidae, de la sous-famille des Papilioninae, tribu des Troidini, sous-tribu des Troidina et du genre Parides.

## Dénomination
Parides lysander a été décrit par Cramer en 1775 sous le nom de Papilio lysander.

### Nom vernaculaire
Parides lysander se nomme en anglais Lysander Cattleheart.

### Sous-espèces
- Parides lysander lysander; présent en Guyane, au Surinam au Venezuela et au Brésil.
- Parides lysander antalcidas Tyler, Brown & Wilson, 1994 ; présent au Brésil.
- Parides lysander brissonius (Hübner, [1819]); présent en Colombie, Équateur, au Venezuela au Brésil et au Pérou.
- Parides lysander mattogrossensis (Talbot, 1928); présent au Brésil.
- Parides lysander orinocoensis Constantino, Le Crom & Salazar, 2002; présent en Colombie.
- Parides lysander parsodes (Gray, [1853]) ; présent au Brésil[1],[2].

## Description
Parides chabrias est un papillon marron iridescent, qui présente un dimorphisme sexuel et un polymorphisme même au sein de chaque sous-espèce. Les femelles, de couleur marron iridescent, présentent une flaque blanche plus ou moins grande au centre de l'aile antérieure et aux postérieures une ligne submarginale de taches roses. Les mâles, d'une couleur plus foncée présentent une tache bleue métallique ou vert métallique aux antérieures et un groupement de taches roses en position submarginale aux postérieures.

## Biologie

### Plantes hôtes
Les plantes hôtes de sa chenille sont des aristoloches dont Aristolochia elegans, Aristolochia leuconeura, Aristolochia ruiziana et Aristolochia sprucei.

## Écologie et distribution
Il est présent en Guyane, Colombie, Équateur, au Venezuela au Brésil et au Pérou,.

### Biotope
Il réside dans les galeries forestières de la forêt tropicale.

### Protection
Pas de statut de protection particulier.